# 克利科鎮區 (密蘇里州波爾克縣)
克利科鎮區（英語：Cliquot Township）是位於美國密蘇里州波爾克縣的一個行政鎮區。

## 地方資料
克利科鎮區的面積為59.87平方千米，當中陸地面積為59.83平方千米，而水域面積為0.04平方千米。根據2020年美國人口普查的數據，當地共有人口593人，而人口密度為每平方千米9.9人。